# Simple (Canción de Florida Georgia Line)
Simple es una canción del dúo de música country estadounidense Florida Georgia Line . Es su decimoquinto canción de sencillo y el primero de su cuarto álbum de estudio Can't Say I Ain't Country . Escrita por los miembros del dúo Tyler Hubbard y Brian Kelley junto con Michael Hardy y Mark Holman, la canción expresa el amor romántico como un concepto "simple". La canción ha sido promocionada usando fotografías en blanco y negro en la cuenta de  Instagram del ellos, y también con un vídeo musical dirigido por Justin Clough.

## Contenido
La canción fue una de las dos pistas de revelación antes del cuarto álbum de estudio de Florida Georgia Line. Es su primer lanzamiento de un sencillo desde " Smooth " en 2017, aunque el dúo había exitoso sencillos como artistas destacados en " Up Down " de Morgan Wallen, " Let Me Go " de Hailee Steinfeld y " Meant to be" de Bebe Rexha.  Los miembros del dúo Tyler Hubbard y Brian Kelley escribieron la canción con Michael Hardy y Mark Holman, y Joey Moi produjo la pista.  Presenta "banjos y una melodía para silbar" y un gancho en el que los dos explican el título.  Chris Parton de Rolling Stone Country comparó el sonido de la canción con Mumford & Sons y Edward Sharpe and the Magnetic Zeros . 
Hubbard y Kelley ambos hablaron sobre la canción en una entrevista con la revista Nash Country Daily . Hubbard dijo que "la mayoría de las veces, encuentro que para nosotros es fácil vivir una vida sencilla. No hay necesidad de complicarla, especialmente cuando se trata de amor y [nuestras] relaciones con nuestras esposas y nuestras familias. Sólo un pequeño recordatorio para simplificar las cosas de vez en cuando y luego pasar un buen rato mientras lo haces", mientras que Kelley afirmó que era "el siguiente paso para Florida Georgia Line" y un "sonido fresco".  Los dos también declararon en una entrevista en el sitio web de iHeartRadio que los dos se inspiraron líricamente en sus relaciones con sus propias esposas y familias.  La tema de la canción habla sobre mantener una relación "simple" y expresar la emoción del amor romántico de manera sencilla. 
Florida Georgia Line promocionó la canción en Instagram borrando todas las imágenes de la cuenta y reemplazándolas con fotografías en blanco y negro con subtítulos. 

## Desempeño comercial
Simple debutó en el vigésimo cuarto lugar en la lista Country Airplay en su lanzamiento el 1 de junio de 2018.  Alcanzó el puesto número 1 en Country Airplay en octubre de 2018, que es el decimocuarto número 1 de Florida Georgia Line en la lista, lo que los convierte en un dúo o grupo con el segundo mayor número de números 1 en la lista, empatando con Rascal Flatts detrás de Brooks y Dunn .  La canción fue certificada doble platino el 13 de septiembre de 2019.  La canción ha vendido 367.000 copias digitales en los Estados Unidos hasta enero de 2019.  En mayo de 2024, la canción tenía 388.804.313 reproducciones en Spotify. 

## Video musical
Dirigido por Justin Clough, el vídeo musical presenta a un abuelo recordando una cuenta romántica a sus nietos, intercalado con escenas de su esposa y su más joven irrumpiendo en una fiesta en la década de 1930. 
1. 1 2  Casey, Jim (1 de junio de 2018). «Listen to Florida Georgia Line's Straightforward New Single, "Simple"». Nash Country Daily. Consultado el 18 de julio de 2018.
2. ↑  Mastrogiannis, Nicole (1 de junio de 2018). «Florida Georgia Line Shares New Song "Simple," Teases Collabs on New Album». Consultado el 18 de julio de 2018.
3. 1 2  Brickey, Kelly (1 de junio de 2018). «Florida Georgia Line Surprise Fans By Dropping 'Simple' and 'Colorado'». Sounds Like Nashville. Consultado el 18 de julio de 2018.
4. ↑  Bjorke, Matt (15 de enero de 2019). «Top 30 Digital Singles: January 15, 2019». RoughStock. Archivado desde el original el 6 de noviembre de 2020. Consultado el 17 de enero de 2019.